# Tite (sector)
Tite é uma cidade e sector da região administrativa de Quinara na Guiné-Bissau com 699,5 km2.
Além da cidade de Tite, possui as importantes vilas-secções de Foia e Enxudé.

## História
Foi em Tite, em 23 de janeiro de 1963, que o PAIGC iniciou a luta armada com um ataque ao Quartel do Batalhão de Artilharia 1914; o ataque só foi possível graças à vinda de elementos a partir de bases na Guiné-Conacri.

## Infraestrutura
Em Enxudé há o porto de Enxudé, um dos maiores e mais importantes portos do país.
O eixo principal do sector é atravessado pela Rodovia N2.